# Rasmus Nielsen (squash)
Pour les articles homonymes, voir Nielsen.
Rasmus Nielsen, né le 28 février 1983 à Sønderborg, est un joueur professionnel de squash représentant le Danemark. Il atteint en mars 1993 la 75e place mondiale sur le circuit international, son meilleur classement. Il est champion du Danemark en 2009 et en 2020.

## Palmarès

### Titres
- Championnats du Danemark : 2 titres (2009, 2020)